# Добрч (гмина)
Добрч (пол. Dobrcz) — сельская гмина (волость) в Польше, входит как административная единица в Быдгощский повет, Куявско-Поморское воеводство. Население — 9938 человек (на 31 марта 2010 года).

## Природа
Гмина имеет разнообразный рельеф. Наибольшую площадь занимают ледниковые ландшафты, возникшие в результате накопления ледникового материала во время медленного таяния. Особого внимания заслуживают долина реки Вислы.
В гмине есть три крупных природных озера: Borówno площадью 43,8 га, Kusowo площадью 44 гектаров, Dobrcz площадью 30,2 га.
Среднегодовое количество осадков около 550 мм. Среднегодовая температура составляет 6,9 °С.

## Сельское хозяйство
81% от общей площади занимают пахотные земли (10483 га). Площадь пашен составляет 9394 га. Лесные земли занимают около 7 % площади.
В муниципалитете работает 968 фермерских хозяйств, которые занимают общую площадь 8853 га. Также работают 14 агротуристических ферм.

## Предпринимательство
Несмотря на сельскохозяйственных характер, в гмине работает около 460 предпринимателей.

## Сельские округа
1. Аугустово (самая маленькая, 137 км²)
2. Борувно
3. Добрч
4. Гондеч
5. Котомеж
6. Козелец
7. Кусово
8. Магдаленка (самая крупная, 1126 км²)
9. Некля
10. Паулины
11. Сенно
12. Стронно
13. Стшельце-Дольне
14. Стшельце-Гурне
15. Супонин
16. Тшебень
17. Тшецевец
18. Тшенсач
19. Влуки
20. Вудзын
21. Вудзынек
22. Залесе

## Прочие поселения
1. Александровец
2. Александрово
3. Хелмщонка
4. Хутна-Весь
5. Карчемка
6. Каролево
7. Линувец
8. Марцелево
9. Пыщын
10. Зла-Весь

## Соседние гмины
1. Быдгощ
2. Гмина Домброва-Хелминьска
3. Гмина Короново
4. Гмина Осельско
5. Гмина Прущ